# Cerkiew Świętych Apostołów Piotra i Pawła w Kaniem

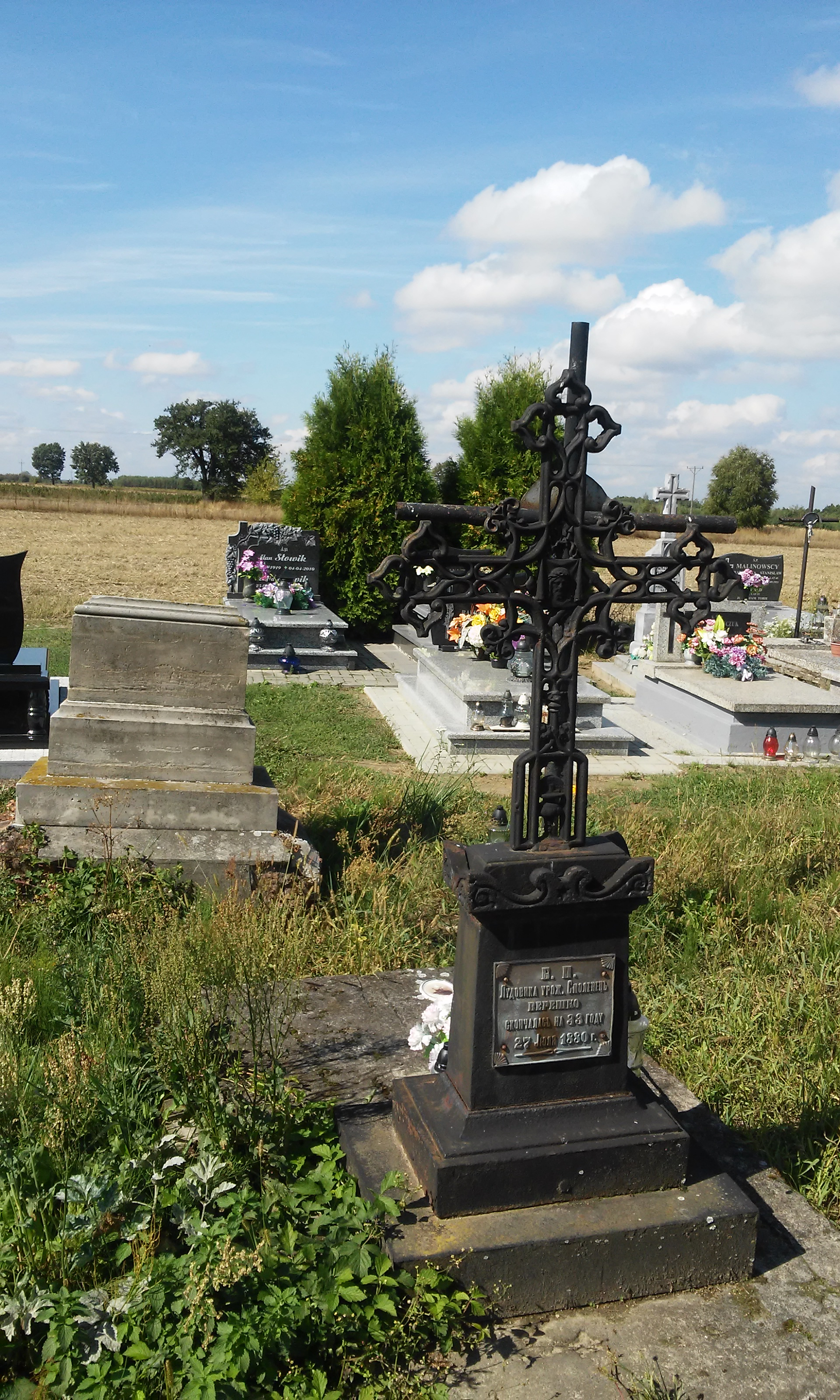
Nagrobki rodziny ostatniego proboszcza prawosławnego w Kaniem: Platona Wereszki (zm. 1919), jego żony Ludwiki (zm. 1880) i syna Kłyma (zm. 1909) na miejscowym cmentarzu

Cerkiew Świętych Apostołów Piotra i Pawła – prawosławna, następnie unicka i ponownie prawosławna cerkiew w Kaniem.

## Historia
Prawosławna cerkiew pod wezwaniem świętych Piotra i Pawła w Kaniem wzmiankowana jest w 1531. W 1647 we wsi erygowano w jej miejsce parafię unicką.
Parafia w Kaniem ponownie została włączona do Cerkwi prawosławnej wskutek likwidacji unickiej diecezji chełmskiej. Miejscowy proboszcz, Platon Wereszko, zaakceptował narzuconą odgórnie konwersję. W końcu XIX w. cerkiew w Kaniem stała się znaczącym prawosławnym ośrodkiem pielgrzymkowym, gdyż znajdującą się w niej Kańską Ikonę Matki Bożej czczono jako cudotwórczą. Oryginalny obraz został w 1915 zabrany przez udającego się na bieżeństwo duchownego prawosławnego i tam zaginął. Platon Wereszko powrócił z bieżeństwa, jednak świątynia prawosławna w Kaniem nie została ponownie otwarta.
W latach 1937–1938 na miejscu cerkwi w Kaniem zbudowano rzymskokatolicki kościół świętych Piotra i Pawła. Znajduje się w nim kopia czczonej dawniej we wsi ikony.